# Rockingham (Northamptonshire)
Rockingham – wieś w Anglii, w hrabstwie Northamptonshire, w dystrykcie (unitary authority) North Northamptonshire. Leży 33 km na północ od miasta Northampton i 119 km na północ od Londynu. Miejscowość liczy 115 mieszkańców.